# Проспект Жовтневої Революції (Севастополь)
Проспект Жовтневої Революції (ПЖР, ПОР) — вулиця в Гагарінському районі Севастополя, між вулицею Степаняна та проспектом Героїв Сталінграда. Закінчується виходом до моря біля бухти Омега. Одна з найбільших вулиць міста, є головною в спальному районі «Льотчики».
Проспект був виділений в окрему вулицю з великої частини вулиці Льотчиків у листопаді 1977 року з нагоди 60-ї річниці Жовтневої революції.
Зупинки громадського транспорту: «Вулиця Степаняна» («Вулиця Колобова» на протилежній стороні), «Вулиця Юмашева», «Проспект Жовтневої революції», «Парк Перемоги».

## Пам'ятники і меморіальні дошки
На проспекті встановлені:
- пам'ятники:
  - Тарасу Григоровичу Шевченку (перед будівлею райдержадміністрації Гагарінського району);
  - загиблим воїнам і робітникам авіаремонтної бази Чорноморського флоту.
- меморіальні дошки:
  - Колядіну Віктору Івановичу — буд. № 35;
  - Лішакову Григорію Івановичу — буд. № 40;
  - Єсауленку Миколі Савелійовичу — буд. № 53;
  - Неустроєву Степану Андрійовичу — буд. № 56а.